# Elif Şenel

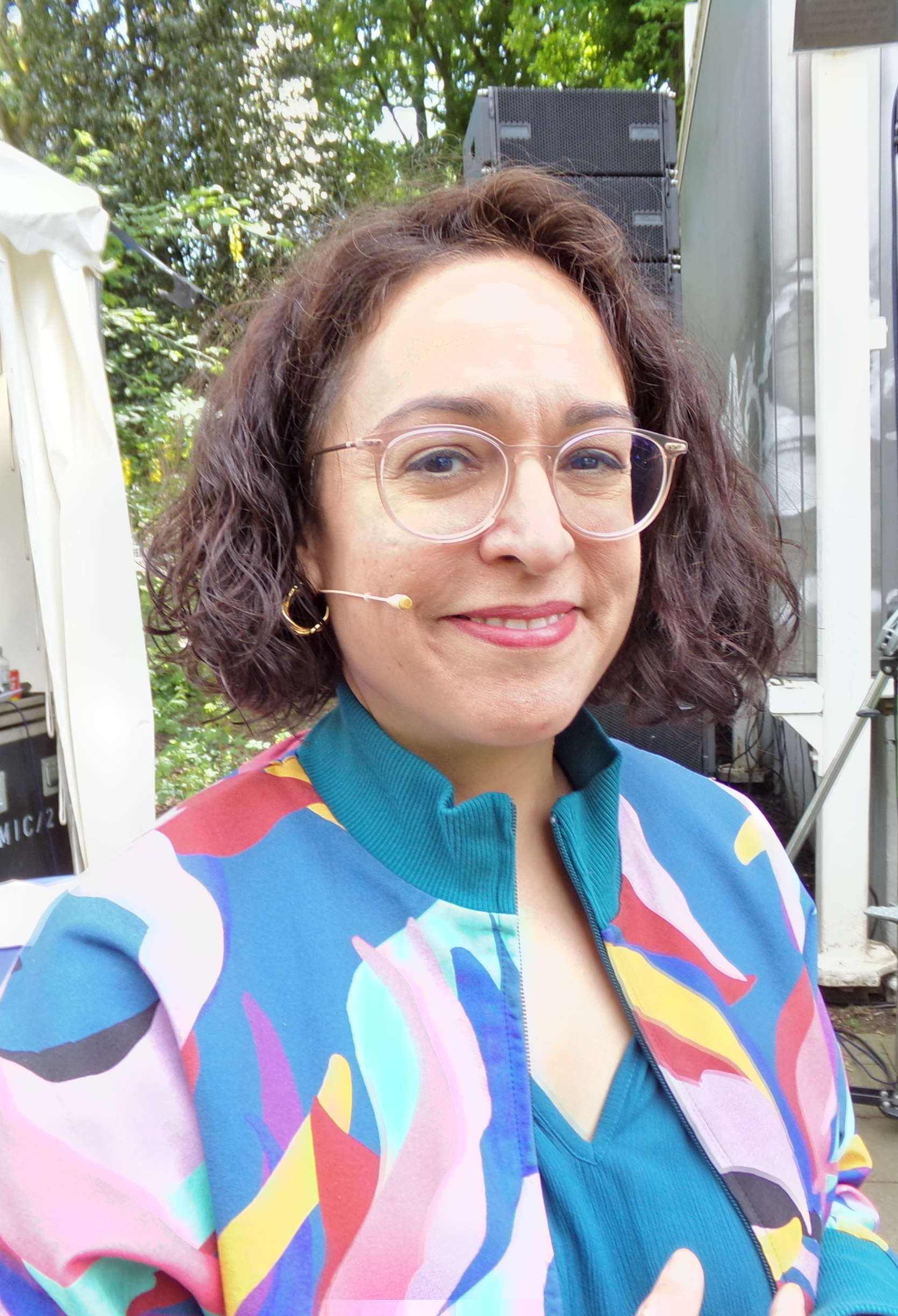
Elif Şenel (2024)

Elif Şenel (* 1978 in Köln) ist eine Moderatorin im deutschen Fernsehen und Hörfunk.

## Leben und Beruf
Şenels Eltern waren in den 1970er Jahren aus der Türkei nach Deutschland eingewandert. Von 1998 bis 2006 studierte sie an der Rheinischen Friedrich-Wilhelms-Universität Bonn Politische Wissenschaft, Mittelalterliche und Neuere Geschichte und Islamwissenschaft und schloss das Studium als M. A. (Magistra Artium) ab. Beim WDR absolvierte sie verschiedene Praktika und ein Programmvolontariat. Sie moderiert verschiedene WDR-Sendungen. Bis 2015 moderierte sie beim Fernsehsender Phoenix die Sendung phoenix vor ort, bis 2019 beim WDR Alles in Butter.
2008 und 2009 erhielt sie jeweils den Axel-Springer-Preis für junge Journalisten.
Şenel ist seit 2018 Vorstandsmitglied von DOMiD e.V., dem Dokumentationszentrum und Museum über die Migration in Deutschland.